# جزيرة النهدين

تعديل مصدري - تعديل

جزيرة النهدين هي أحد جزر اليمن وتقسم إدارياً كأحد أحياء مديرية المعلا بمحافظة عدن.